# Elsie Alvarado de Ricord
Elsie Alvarado de Ricord (1928–2005) là một nhà văn người Panama, một nhà ngôn ngữ học hàng đầu, là người chiến thắng của Premio Ricardo Miró trong nhiều dịp, thành viên và nữ giám đốc đầu tiên của Học viện Ngôn ngữ Panama.

## Tiểu sử
Alvarado de Ricord giành được danh hiệu Giáo sư Tây Ban Nha tại Đại học Panama, lấy bằng Tiến sĩ về Triết học La mã tại Đại học Madrid và là một nhà nghiên cứu ngôn ngữ học tại Trường Nghiên cứu Ngôn ngữ Madrid. Bà là một thành viên và là giám đốc của Học viện Ngôn ngữ Panama, và là Chủ tịch Câu lạc bộ Ngôn ngữ của Panama. Luận án tiến sĩ của bà mang tên La Obra Poética de Dámaso Alonso đã giành giải nhất cuộc thi luận án tiếng Tây Ban Nha và Tây Ban Nha năm 1963.
Bà là giáo sư ngôn ngữ học chung, lý thuyết văn học, ngữ âm học và ngữ pháp lịch sử Tây Ban Nha; bà cũng là thành viên của Hiệp hội Ngôn ngữ học và Triết học Mỹ Latinh và Chương trình Ngôn ngữ học và Ngôn ngữ liên Mỹ và một thành viên tương ứng của Học viện Hoàng gia Tây Ban Nha, thành viên của Học viện Chữ Quốc gia Uruguay và Học viện Ngôn ngữ Tây Ban Nha.

## Đóng góp cho các nghiên cứu ngôn ngữ
Ricord là một cơ quan và một điểm tham chiếu trong các nghiên cứu ngôn ngữ Tây Ban Nha. Trong thời gian học tại Học viện Ngôn ngữ Panama, bà là một người hòa giải ngôn ngữ và đã đưa ra các khuyến nghị về những từ nhất định và những thành ngữ tiếng Tây Ban Nha.
Bà đã ủng hộ từ "enantes", được sử dụng rộng rãi trong từ điển hàng ngày của người Panama, nhưng bị từ chối bởi một số lượng lớn người vì nó được coi là archaism. Lập luận của bà là từ "enantes" chưa bao giờ rơi vào tình trạng không hài lòng ở Panama, theo đó, thuật ngữ này không nên bị chỉ trích, cũng không được coi là một archaism.
Tương tự như vậy, bà đã phản đối việc loại bỏ các chữ cái ch và ll từ bảng chữ cái tiếng Tây Ban Nha, và bảo vệ tư thế của mình trong Đại hội Ngôn ngữ XI tại San José, Costa Rica và ở Madrid vào năm 1994.
Công việc của bà dẫn đến việc bao gồm các từ "abuelazón" và "màng" trong từ điển học thuật năm 1992.

## Tác phẩm
Tác phẩm của bà bao gồm câu chuyện và câu thơ với ba và hai giải thưởng Ricardo Miró tương ứng.

### Tác phẩm trần thuật
- Notas sobre la poesía de Demetrio Herrera Sevillano, 1951 (luận văn).
- Estudio y densidad en la poesía de Ricardo J. Bermúdez, 1960 (phân tích quan trọng).
- Escritores panameños contemporáneos, 1962 (ghi chú tiểu sử của 20 tác giả).
- La obra poética de Dámaso Alonso, 1968 (tiểu luận).
- El Español de Panamá, 1971 (tiểu luận).
- Aproximación a la poesía de Ricardo Miró, 1973 (tiểu luận).
- Ruben Darío y su obra poética, 1978 (tiểu luận).
- Usos del español actual, 1996 (ghi chú).

Sách thơ:
- Holocausto de rosa, 1953.
- Entre materia y sueño, 1966.
- Pasajeros en tránsito, 1973.
- Es real y es de este mundo, 1978.

### Giải thưởng
Bà được trao giải thưởng Rogelio Sinán năm 2002. Bà là người đầu tiên nhận giải thưởng này do Đạo luật số 14 tháng 2 năm 2001 trao tặng. Giải thưởng này bao gồm huy chương danh dự, danh dự vinh dự và giải thưởng tiền mặt 10.000 đô la. Giải thưởng này được trao cho Tổng thống Mireya Moscoso trong một buổi lễ được tổ chức tại Nhà hát Quốc gia. Chủ tịch Hội đồng Nhà văn Quốc gia, ông Dimas Lidio Pitty đã phát biểu trong buổi lễ: Elsie Alvarado là người phụ nữ hoàn thiện nhất trong lịch sử văn hóa của chúng ta.